# Ikhernofret
Ikhernofret est trésorier à la XIIe dynastie, sous le roi Sésostris III. Sur ses monuments, il porte plusieurs titres importants : « surveillant du double Trésor », « intendant de la maison royale » et son titre principal, « trésorier ».

## Éléments biographiques
Ikhernofret est connu par plusieurs stèles trouvés à Abydos. La principale de ces stèles contient une biographie ; elle est maintenant au Musée égyptien de Berlin (Stèle 1204). 
Selon ce texte, Ikhernofret grandit à la cour royale ; à 26 ans, il devient l'ami du roi, ce qui est un honneur spécial. De plus, le texte de la stèle est d'une importance particulière car il indique l'organisation par Ikhernofret d'une fête en l'honneur d'Osiris à Abydos.
Peu de choses sont connues sur la famille d'Ikhernofret. Sa mère s'appelait Satkhons, tandis que son père n'est pas mentionné sur ses monuments.